# Amuru (woreda)
Pour les articles homonymes, voir Amuru et Amuru (district).
Amuru est un woreda de l'ouest de l'Éthiopie situé dans la zone Horo Guduru Welega de la région Oromia. Avec 52 633 habitants en 2007, il reprend la partie nord de l'ancien woreda Amuru Jarte. Son chef-lieu est Abora.

## Origine
L'ancien woreda Amuru Jarte, qui comptait 73 008 habitants au recensement de 1994 et se rattachait à l'époque à la zone Misraq Welega, se subdivise entre Amuru et son voisin Jardega Jarte. Ces deux woredas se rattachent avant 2007 à la zone Horo Guduru Welega, le second sera plus connu par la suite sous le nom de Jarte Jardega,.

## Situation
Bordé au nord-est par le Nil Bleu qui le sépare des zones Mirab Godjam et Misraq Godjam de la région Amhara, Amuru occupe l'angle nord de la zone Horo Guduru Welega dans la région Oromia. Il est bordé au sud-est par le woreda Jarte Jardega, dans la zone Horo Guduru Welega, et bordé à l'ouest par le woreda Kiremu de la zone Misraq Welega.
Son chef-lieu, Abora, se situe environ 70 km au nord de Shambu.

## Population
Au recensement national de 2007, la population du woreda atteint 52 633 habitants dont 9 % de citadins.
Abora, qui compte 4 892 habitants en 2007, est la seule agglomération recensée dans le woreda.
Environ 42 % des habitants du woreda sont orthodoxes, près de 39 % sont protestants, 15 % sont musulmans et 4 % sont de religions traditionnelles africaines.
En 2022, la population du woreda est estimée à 76 895 personnes avec une densité de population de 59 personnes par km2 et 1 295 km2 de superficie.